# Santo Antônio da Patrulha
Santo Antônio da Patrulha là một đô thị thuộc bang Rio Grande do Sul, Brasil. Đô thị này có diện tích 1048,904 km², dân số năm 2007 là 37893 người, mật độ 36,13 người/km².